# Supercoupe du Nigeria féminine de football
La supercoupe du Nigeria féminine de football est une compétition de football opposant lors d'un match unique le champion du Nigeria au vainqueur de la coupe du Nigeria.

## Histoire
La supercoupe du Nigeria féminine, nommée NWFL Champions Shield, connaît sa première édition le 4 mars 2018 à l'Agege Township Stadium à Lagos ; les Nasarawa Amazons, championnes du Nigeria 2016-2017, affrontent les Rivers Angels, vainqueurs de la Coupe du Nigeria 2017 en ouverture de la saison,. Ne s'étant pas départagées à l'issue du temps réglementaire (1-1), les deux équipes disputent une séance de tirs au but, dont les Rivers Angels sortent victorieuses (4-3).
La deuxième édition a lieu le 24 août 2019 au Samson Siasia Stadium de Yenagoa, et se conclut sur la victoire des Bayelsa Queens, championnes du Nigeria 2018-2019, face aux Rivers Angels sur le score de 2 buts à 0.

## Palmarès
| Année | Vainqueur      | Score       | Finaliste        |
| ----- | -------------- | ----------- | ---------------- |
| 2018  | Rivers Angels  | 1-1, 4-3tab | Nasarawa Amazons |
| 2019  | Bayelsa Queens | 2-0         | Rivers Angels    |